# فرانك ويتني
فرانك ويتني (بالإنجليزية: Frank Whitney)‏ هو لاعب كرة قاعدة أمريكي، ولد في 18 فبراير 1856 في بروكتون في الولايات المتحدة، وتوفي في 30 أكتوبر 1943 في بالتيمور في الولايات المتحدة.

## وصلات خارجية
- فرانك ويتني على موقعبيزبول رفرنس.كوم (الدوري الرئيسي) (الإنجليزية)
- فرانك ويتني على موقعبيزبول رفرنس.كوم (الدوري الثانوي) (الإنجليزية)